# Джек Кирби
Джек Кирби (англ. Jack Kirby, имя при рождении — Джейкоб Куртцберг (англ. Jacob Kurtzberg); род. 28 августа 1917, Нью-Йорк, Нью-Йорк, США — 6 февраля 1994, Таузанд-Окс, Калифорния, США) — американский писатель, художник и редактор комиксов. Участвовал в создании таких персонажей, как Капитан Америка, Халк, Фантастическая четвёрка, Люди Икс и др. Постоянный соавтор Стэна Ли.

## Юность
Джейкоб Куртцберг появился на свет 28 августа 1917 года. Его родители, Розмари и Бенджамин, — евреи-иммигранты из Австро-Венгрии. Однажды отец оскорбил немецкого аристократа, который был отличным стрелком. Немец вызвал его на дуэль, но Бен решил бежать из Австро-Венгрии. Переехав в США, семья поселилась в доме на Саффолк-стрит в Нью-Йорке, у них родился второй ребёнок по имени Дэвид, а отец трудоустроился портным на швейной фабрике. На улицах Манхэттена юный Джейкоб подрабатывал разносчиком газет. Мальчик тратил деньги на газеты, билеты в кино и бульварные журналы. Газеты помогали ему постичь литературное мастерство, а фильмы и журналы — художественное.

## Творчество
В 1940-х годах Кёрби и Джо Саймон создали для Timely Comics такого канонического героя, как Капитан Америка. В 1960-х годах Джек совместно со Стэном Ли создаёт для Marvel Comics таких персонажей, как Халк, Фантастическая четвёрка и Люди Икс.
В 1970 году обиженный на компанию Кёрби уходит к конкуренту — DC Comics. Здесь уже известный и успешный автор пишет и рисует трилогию «Четвёртого Мира», включающую серии «Мистер Чудо», «Вечные Люди» и «Новые Боги». Также он работал над сериями «OMAC», «Kamandi», «The Demon», «Kobra» и некоторыми другими, сегодня также считающимися каноническими.

## Награды и почётные звания
- 1963 — Лучший короткий рассказ — «Человек-Факел и капитан Америка», Стэна Ли и Джека Кёрби.[10]
- 1964:[11]
  - Лучший Роман — «Капитан Америка присоединяется к Мстителям», Стэна Ли и Джека Кёрби из Мстителей #4
  - Лучшая новая книга — «Капитан Америка», Стэна Ли и Джека Кёрби в Tales of Suspense
- 1965 — лучший рассказ — «Происхождение Красного Черепа», Стэна Ли и Джека Кёрби[12].
- 1966 — Лучшая Профессиональная работа — «Сказания Асгарда» Стэна Ли и Джека Кёрби, Тор[13]
- 1968:[14]
  - Лучшая профессиональная работа — «Tales of the Inhumans», Стэна Ли и Джека Кёрби, выпуск из серии Тор
  - Лучшая профессиональная работа, Зал славы — Фантастическая четвёрка, Стэна Ли и Джека Кёрби; Ник Фьюри, Агент S. H. I. E. l. D., Джим Стеранко[14]

Кёрби выиграл премию Shazam за особые личные достижения в 1971 году за его «Четвёртый мир». В его честь названа премия за достижения в комиксах (The Jack Kirby Awards). Его труд также был удостоен посмертно в 1998 году Премией Харви и Премией Айснера.

## Комментарии
1. ↑  Также возможно написание Керби, Кёрби.